# Julian Krnjic
Julian Krnjic (* 19. Februar 2000) ist ein österreichischer Fußballspieler.

## Karriere
Krnjic begann seine Karriere beim FC Dornbirn 1913. Im Oktober 2016 spielte er erstmals für die Zweitmannschaft von Dornbirn in der siebtklassigen 2. Landesklasse. Sein Debüt für die erste Mannschaft von Dornbirn gab er im März 2018, als er am 20. Spieltag der Saison 2017/18 gegen den SV Seekirchen 1945 in der Startelf stand. Bis Saisonende kam er zu vier Einsätzen.
In der Saison 2018/19 absolvierte er sechs Regionalligaspiele. Zu Saisonende stieg er mit Dornbirn als Meister der Westliga in die 2. Liga auf. Sein erstes Spiel in der zweithöchsten Spielklasse absolvierte er im August 2019, als er am dritten Spieltag der Saison 2019/20 gegen den SK Austria Klagenfurt in der Startelf stand.
Im Jänner 2020 wurde er an den drittklassigen VfB Hohenems verliehen. Bedingt durch den Saisonabbruch der Amateurligen kam er zu keinem Einsatz für Hohenems.